# Гуайтарилья
Гуайтарилья (исп. Guaitarilla) — город и муниципалитет на юго-западе Колумбии, на территории департамента Нариньо. Входит в состав провинции Ла-Сабана.

## История
Поселение, из которого позднее вырос город, было основано Себастьяном де Белалькасаром в 1536 году. Муниципалитет Гуайтарилья был выделен в отдельную административную единицу в 1892 году.

## Географическое положение

Муниципалитет Гуайтарилья

Город расположен в юго-восточной части департамента, в горной местности Центральной Кордильеры, на расстоянии приблизительно 28 километров к западу-юго-западу (WSW) от города Пасто, административного центра департамента. Абсолютная высота — 2627 метров над уровнем моря.
Муниципалитет Гуайтарилья граничит на севере с территорией муниципалитета Анкуя, на северо-западе — с муниципалитетами Провиденсия и Саманьего, на западе и юго-западе — с муниципалитетом Тукеррес, на юге — с муниципалитетом Имуэс, на юго-востоке — с муниципалитетом Якуанкер, на северо-востоке — с муниципалитетом Консака. Площадь муниципалитета составляет 121 км².

## Население
По данным Национального административного департамента статистики Колумбии, совокупная численность населения города и муниципалитета в 2015 году составляла 12 011 человек.
Динамика численности населения муниципалитета по годам:
| 2005   | 2006   | 2007   | 2008   | 2009   | 2010   | 2011   | 2012   | 2013   | 2014   | 2015   |
| ------ | ------ | ------ | ------ | ------ | ------ | ------ | ------ | ------ | ------ | ------ |
| 13 712 | 13 493 | 13 314 | 13 158 | 12 991 | 12 821 | 12 661 | 12 498 | 12 335 | 12 166 | 12 011 |

Согласно данным переписи 2005 года мужчины составляли 50,3 % от населения Гуайтарильи, женщины — соответственно 49,7 %. В расовом отношении белые и метисы составляли 70,3 % от населения города; негры, мулаты и райсальцы — 25,9 %; индейцы — 3,8 %.
Уровень грамотности среди всего населения составлял 90,2 %.

## Экономика
Основу экономики Гуайтарильи составляет сельское хозяйство.
82,1 % от общего числа городских и муниципальных предприятий составляют предприятия торговой сферы, 11,9 % — предприятия сферы обслуживания, 5,6 % — промышленные предприятия, 0,4 % — предприятия иных отраслей экономики.